# НеЗупиняйПродакшн
НеЗупиняйПродакшн — українська студія звукозапису, озвучення та дубляжу, заснована у квітні 2015 року у Києві. Припинила існування навесні 2021 року.

## Проєкт із краудфандинґового озвучення
У серпні 2015 року студія розпочала краудфандинґовий проєкт із професійного озвучення закордонних телесеріалів українською мовою. Після закінчення озвучення серіалу на трекері Toloka.to оголошується голосування за інший серіал, часто голосування проходить у кілька турів.
Після цього створюється тема на порталі Гуртом, анонс на трекері Toloka.to, тема на сайті і новина на сторінці у Facebook про збір коштів. За кількістю зібраних коштів на даний момент завжди можна подивитись у відповідній темі на сайті студії.
У 2016 році спільно з проєктами «Червоний ліхтар» та «Клясичний український правопис» студія озвучувала фільм Бартон Фінк за нормами харківського правопису.
У червні 2018 року студія взяла участь у Всеукраїнському фестивалі короткометражного кіно «Повітря».
Студія припинила випускати нові озвучення весною 2021 року. Останнім проєктом був 3 сезон серіалу Американські Боги.

## Оцінки
Музикант гурту ТНМК Олександр Сидоренко (Фоззі) оцінив їхній переклад серіалу Холістичне детективне агентство Дірка Джентлі як якісний.

## Озвучена кінопродукція

### Серіали та мінісеріали
Всі наявні сезони
- Мисливець за розумом (2017) — 1 сезон[6]

- Розчарування (2018) — 1 сезон[7]

- Брати по зброї (2001) — 1 сезон[8]
- Тихий Океан (2010) — 1 сезон[9]
- Людина у високому замку (2015—2019) — 1, 2, 3, 4 сезони[10]
- Корона (2016—2018) — 1, 2 сезони[11]
- Холістичне детективне агентство Дірка Джентлі (2016—2017) — 1, 2 сезони[12]
- Американські Боги (2017) — 1 сезон[13]
- Зоряний шлях: Дискавері (2017) — 1 сезон
- Чорнобиль (2019) — 1 сезон
- Відкриття відьом (2018) — 1 сезон
- Каратель (2018) — 1 сезон
- Пітьма (2017—2020) — 1, 2, 3 сезони

Лише окремі сезони чи спецепізоди
- Містер Мерседес (2017) — 1 сезон[14]
- Краще подзвоніть Солу (2018) — 4 сезон[15]
- (лише спецепізод) Чорне дзеркало (2011—2018) — рідзвяний спецепізод «Біле Різдво»
- Кремнієва долина (2014—2018) — 5 сезон
- (неповний сезон) Справжній Детектив (2014—2015) — 2 сезон (1—3 серії)
- Справжній Детектив (2019) — 3 сезон
- Американська історія злочинів (2016—2018) — 1 сезон[16]
- Світ Дикий Захід (2016—2018) — 2 сезон
- Легіон (2017—2018) — 1 сезон
- Гра престолів (2019) — 8 сезон
- Оповідь служниці (2017—2018) — 1—2 сезони
- Розчарування (2018) — 1 сезон
- Останнє королівство (2018) — 3 сезон
- Картковий будинок (2018) — 6 сезон

### Художні фільми
- «Бартон Фінк» (1991)[17]
- «Захесник» (2009)
- «Жодної зачіпки[en]» (1988)
- «Крок уперед 2» (2008)
- «Твін Пікс: Вогню, іди зі мною» (1992)[18]
- «Маестро брехні» (2017)
- «Три білборди за межами Еббінга, Міссурі» (2017)
- «Леді Бьорд» (2017)
- «Т2 Трейнспоттінґ» (2017)
- «Анігіляція» (2018)
- «Брекзит» (2019)
- «Товариство мертвих поетів» (1989)
- «Королівство повного місяця» (2012)
- «Безсмертна кохана» (1995)
- «Поки не настала ніч» (2000)

### Документальні фільми
- «Магічна пігулка» (2017)
- «Домінування» (2008)

### Короткометражні ігрові фільми
- Заїка (2015)[19]

### Інше
- Курс лекцій «Наука повсякденного мислення» для платформи Prometheus[джерело?].